# Mojo (album)
Mojo è il tredicesimo album discografico in studio del gruppo musicale Tom Petty and the Heartbreakers, pubblicato nel 2010.

## Tracce
Tutte le tracce sono di Tom Petty tranne dove indicato.
1. Jefferson Jericho Blues – 3:24
2. First Flash of Freedom (Petty, Mike Campbell) – 6:53
3. Running Man's Bible – 6:02
4. The Trip to Pirate's Cove – 5:00
5. Candy – 4:12
6. No Reason to Cry – 3:04
7. I Should Have Known It (Petty, Campbell) – 3:36
8. U.S. 41 – 3:01
9. Takin' My Time – 4:21
10. Let Yourself Go – 3:23
11. Don't Pull Me Over – 4:05
12. Lover's Touch – 4:24
13. High in the Morning – 3:36
14. Something Good Coming – 4:11
15. Good Enough (Petty, Campbell) – 5:57
16. Little Girl Blues (iTunes Bonus Track) – 3:08
17. Mystery of Love (Outtake) – 3:56

## Formazione
Tom Petty and the Heartbreakers
- Tom Petty - voce, chitarra, basso
- Mike Campbell - chitarra
- Scott Thurston - chitarra, armonica
- Benmont Tench - pianoforte, organo Hammond, Fender Rhodes
- Ron Blair - basso
- Steve Ferrone - batteria, percussioni